# エスタディオ・ド・CDアヴェス
座標: 北緯41度22分01秒 西経8度24分42秒 / 北緯41.366932度 西経8.411789度
エスタディオ・ド・CDアヴェス（ポルトガル語: Estádio do CD das Aves）は、ポルトガル・アヴェスにある多目的競技場。主にサッカーの試合開催に用いられている。

## 概要
1981年竣工。名称の通りCDアヴェスが本拠地としていた。2000年にアヴェスが二度目のプリメイラ・リーガ昇格をした際にリノベーションを行った。嘗ては12,500席があったが、クラブの判断により6,230席に席数を減らした。
また、UEFA EURO 2004の際にはフランス代表が練習場としてこの競技場を使用した。
CDアヴェスは借金が嵩み2021年に解散となったが、2部に昇格して本拠地に困っていたUDヴィラフランケンセが2023年にAVSフトゥボルSADに改名して移転してきたため、再びプロクラブの本拠地として使用されるようになった。